# Marudur
Marudur es una ciudad y nagar Panchayat situada en el distrito de Karur en el estado de Tamil Nadu (India). Su población es de 10925 habitantes (2011). Se encuentra a 46 km de Karur y a 33 km de Tiruchirappalli.

## Demografía
Según el censo de 2011 la población de Marudur era de 10925 habitantes, de los cuales 5320 eran hombres y 5605 eran mujeres. Marudur tiene una tasa media de alfabetización del 74,12%, inferior a la media estatal del 80,09%: la alfabetización masculina es del 84,28%, y la alfabetización femenina del 64,64%.